# Планине Лафит
Лафит (Lafit Mountains) су планине које се налазе у вилајету Источна Екваторија у Јужном Судану. Највиши врх достиже висину од 1.940 метара. Део су планинског венца Иматонг. На планинама се налази неколико мањих насеља попут Ломинга и Нгоболија. Предео је богат водом и рекама, нарочито у време кишне сезоне, па одавде отичу токови попут Медикирета, Коса и др.